# Povijesni zemljopis
Povijesni zemljopis (također povijesna geografija ili historijska geografija) je znanost o:
- humanističkom
- fizičkom
- fiktivnom
- teoretskom i
- realnom

zemljopisu u povijesti.
Ova subdisciplina humanističke geografije u bliskom je odnosu s povijesti i historiografijom.

## Vanjske poveznice
Mrežna mjesta
- Nikola Glamuzina, Borna Fuerst-Bjeliš, Historijska geografija Hrvatske, Filozofski fakultet Sveučilišta u Splitu, Split, 2015., (304 str.), ISBN 9789537395711
- Nikola Glamuzina, Urbana historijska geografija  Arhivirana inačica izvorne stranice od 2. svibnja 2021. (Wayback Machine), Filozofski fakultet Sveučilišta u Splitu, Split, 2013. (91 str.), ISBN 9789537395551
- Informacijski sustav visokih učilišta RH  Arhivirana inačica izvorne stranice od 30. siječnja 2019. (Wayback Machine) Povijesni zemljopis